# Епиблем
Епиблем (ризодермис) је ткиво које представља епидермис корена већине биљака, као и стабла субмерзних акватичних биљака.

## Карактеристике
С обзиром да је улога овог ткива да апсорбује воду и друге супстанце, оно се разликује од епидермиса надземних органа биљке, али настаје на исти начин, диференцирањем површинског примарног меристема протодерма. Формира се на површини бочних коренова, близу врха вегетационе купе и сачињено је из једног слоја ћелија. Оне су живе, танкозидне, без кутикуле и издужене у правцу раста корена и могу формирати коренове длаке.